# Play (Namie Amuro)
Play és el setè àlbum d'estudi de la cantant japonesa Namie Amuro, llançat el 27 de juny de 2007 en Japó. Aquest àlbum ve després del reeixit àlbum del 2005 Queen of Hip-Pop, Play té nous estils. Aquest és el primer disc que és llançat en dos formats CD i CD+DVD. El 18 de juny, l'àlbum ja estava disponible en Internet. Aquest és l'àlbum que ha venut més des de l'any 2000 amb Genius 2000.

## Descripció
Play va debutar en el nombre #1, i va estar en el top dels rànquing d'Oricon chart per més de 2 setmanes. Quan va acabar la primera setmana, Play va esdevenir el primer àlbum des del 2000 que va estar en la primera posició, amb vendes de 120.258 còpies venudes. Per la primera setmana, l'àlbum va vendre 250.619 còpies, el seu més gran debut des de Genius 2000. En Taiwan, Play va debutar #1 en G-Music J-Pop chart a la primera setmana del 6 de juliol con 24,3% de les vendes totals. Play va debutar en el número 4 en el United World Chart a la primera setmana.

## Cançons
"Violet Sauce" provinent dels seu single, "White Light / Violet Sauce", este fou el tema de la pel·lícula Sin City.
"Can't Sleep, Can't Eat, I'm Sick" el seu segon single, "Can't Sleep, Can't Eat, I'm Sick / Ningyo", fou usat en els anuncis del lloc web Mu-Mo e Iromelo Mix DX, com ringtone.
"Baby Don't Cry" És el tema final del Drama de TV "Himitsu no Hanazono" de Fuji TV, també fou usat en un anunci comercial de JoySound.
"Funky Town" es va usar per a l'anunci de Lipton Limone.
"Top Secret" és el tema principal de la segona sessió de Prison Break al Japó.

## Track

### CD
| #   | Títol                              | Autor                          |      |
| --- | ---------------------------------- | ------------------------------ | ---- |
| 1.  | "Hide & Seek"                      | Nao'ymt                        | 4:36 |
| 2.  | "Full Moon"                        | Nao'ymt                        | 3:57 |
| 3.  | "Can't Sleep, Can't Eat, I'm Sick" | T.Kura, Michico                | 3:46 |
| 4.  | "It's all about you"               | T.Kura, Michico                | 4:12 |
| 5.  | "Funky Town"                       | T.Kura, Michico, L.L. Brothers | 3:48 |
| 6.  | "Step With It"                     | T.Kura, Michico, L.L. Brothers | 3:47 |
| 7.  | "Hello"                            | T.Kura, Michico, Angie Irons   | 3:42 |
| 8.  | "Should I Love Him?"               | T.Kura, Michico                | 4:25 |
| 9.  | "Top Secret"                       | Nao'ymt                        | 4:30 |
| 10. | "Violet Sauce (Spicy)"             | Nao'ymt                        | 4:01 |
| 11. | "Baby Don't Cry"                   | Nao'ymt                        | 5:21 |
| 12. | "Pink Key"                         | Nao'ymt                        | 4:40 |

### DVD
| #  | Títol                                                                              |
| -- | ---------------------------------------------------------------------------------- |
| 1. | "Hide & Seek" <music video>                                                        |
| 2. | "Can't Sleep, Can't Eat, I'm Sick" <music video>                                   |
| 3. | "Funky Town" <music video>                                                         |
| 4. | "Hello" <music video>                                                              |
| 5. | "Baby Don't Cry" <music video>                                                     |
| 6. | Special Movie "Amuro Namie x The World of Golden Eggs Special Collaboration Movie" |

## Informació
- Namie Amuro - veu,
- Hiromi - veus addicionals
- Nao'ymt - veus addicionals, múltiples instruments
- Michico - veus addicionals
- Sam Salter - veus addicionals
- T.Kura - diversos instruments
- Orito - veus addicionals
- Tiger - veus addicionals
- LL Brothers - veus addicionals
- Warner - veus addicionals
- Jun - veus addicionals
- Ring - veus addicionals
- Tomoyasu Takeuchi - guitarra

## Producció
- Productors - Nao'ymt, T.Kura, Namie Amuro
- Productor vocal - Michico, Angie Irons
- Mix - D.O.I., T.Kura, Yoshiaki Onishi
- Director creatiu - Hidekazu Sato
- Direcció d'art - Hidekazu Sato, Katsuhiro Shimizu
- Disseny - Katsuhiro Shimizu
- Fotografia - Shoji Uchida
- Estilista - Noriko Goto

## Charts

### Vendes Totals
Ventas Oricon Chart (Japan)
| Llançament         | Chart                  | Posició peak!align=left\|First Week Sales | Vendes Totals | Chart Run |             |
| ------------------ | ---------------------- | ----------------------------------------- | ------------- | --------- | ----------- |
| 27 de juny de 2007 | Oricon diari Charts    | #1                                        |               |           |             |
| 27 de juny de 2007 | Oricon setmanal Charts | #1                                        | 510,013       | 250,619   | 18 setmanes |
| 27 de juny de 2007 | Oricon mensual Charts  | #1                                        |               |           |             |
| 27 de juny de 2007 | Oricon anual Charts    | TBA                                       |               |           |             |